# Marta Erlich

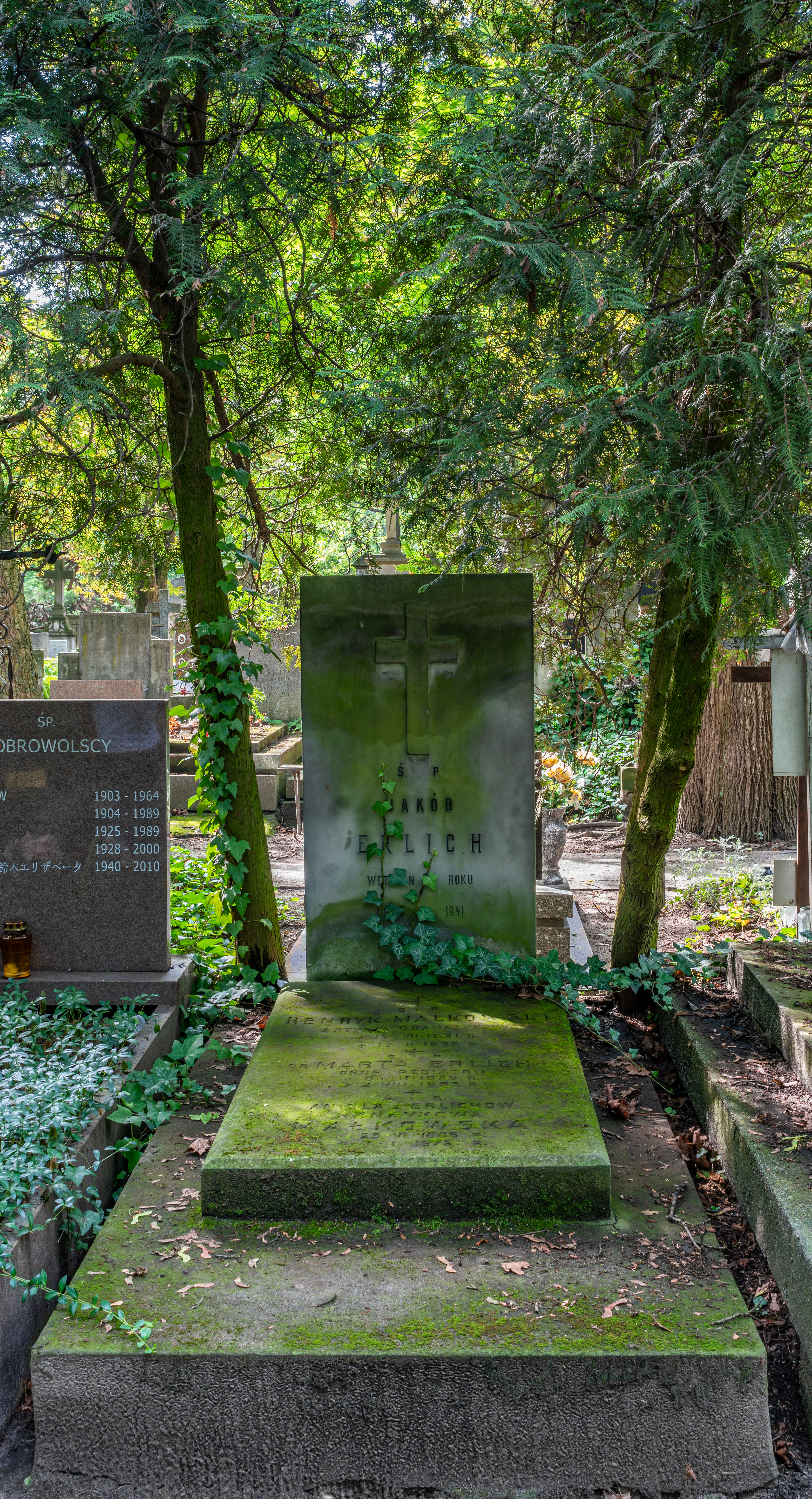
Grób Marty Erlich na cmentarzu Powązkowskim w Warszawie

Marta Anna Erlich (ur. 6 marca 1878 w Warszawie, zm. 2 sierpnia 1963 tamże) – polska lekarka, profesor pediatrii.

## Życiorys
Urodziła się w rodzinie Jakuba Ludwika Erlicha (1841–1919) i Zofii Marii z d. Rosen (1851–1923). Miała starszych braci Jana Feliksa (1872–1955), Edwarda Leopolda (1875–1924) i młodszą siostrę Anielę Erlich-Małkowską (1886–1978). Studiowała na Wydziale Lekarskim Uniwersytetu Warszawskiego. Ukończyła studia na Wydziale Lekarskim Uniwersytetu w Bernie (doktorat w 1911). Od 1920 była asystentem kliniki chorób dzieci. Kierowała utworzonym w 1925 pierwszym w Polsce Oddziałem Noworodków, który powstał przy I Klinice Położniczo-Ginekologicznej prof. Adama Czyżewicza w Warszawie. W 1926 została docentem, od 1934 była starszym asystentem kliniki położniczo-ginekologicznej, od 1938 profesorem pediatrii Uniwersytetu Warszawskiego, od 1950 profesorem pediatrii Akademii Medycznej w Warszawie. 
W 1931 opisała objaw szeroko otwartych oczu i niespokojnego wyrazu twarzy jako patognomicznego u noworodków po wylewach krwawych śródczaszkowych.
Zmarła w Warszawie, pochowana na cmentarzu Powązkowskim (kwatera 106-5-17).

## Członkostwo
- Towarzystwo Naukowe Warszawskie, od 1946 członek korespondencyjny, od 1948 członek zwyczajny,
- Polska Akademia Umiejętności, od 1948 członek korespondencyjny.

## Ordery i odznaczenia
- Złoty Krzyż Zasługi (13 lipca 1954)[5]
- Medal 10-lecia Polski Ludowej (13 stycznia 1955)[6]